# がんばれ!ベンチウォーマーズ
『がんばれ!ベンチウォーマーズ』（The Benchwarmers）は、デニス・デューガン監督による2006年のアメリカ合衆国のコメディ映画である。出演はロブ・シュナイダー、デヴィッド・スペード、ジョン・ヘダーである。レヴォリューション・スタジオズとハッピー・マディソン・プロダクションズが共同製作し、コロンビア ピクチャーズが配給した。

## あらすじ
冴えない中年男3人組が野球チーム「ベンチウォーマーズ」を結成する。

## キャスト
- ガス：ロブ・シュナイダー（日本語版吹替 - 松本保典）
- リッチー：デヴィッド・スペード（小形満）
- クラーク：ジョン・ヘダー（草尾毅）
- メル：ジョン・ロヴィッツ（稲葉実）
- ニック・スウォードソン
- クレイグ・キルボーン（英語版）
- モリー・シムズ（英語版）
- ティム・メドウス
- アマウリー・ノラスコ
- ビル・ロマノウスキー（英語版）
- 本人役：レジー・ジャクソン
- マックス・プラド
- トロイ：ダニー・マッカーシー（英語版）（下和田ヒロキ）
- ショーン・ソールズベリー（英語版）
- マット・ワインバーグ（英語版）
- ジョン・P・ファーレイ（英語版）
- テリー・クルーズ
- デニス・デューガン
- ダース・ベイダー（人形）の声：ジェームズ・アール・ジョーンズ
- K.I.T.T の声：ウィリアム・ダニエルズ

## 評価
批評家に反応は概ね否定的なものに偏り、Rotten Tomatoesでは70件のレビューで支持率は11%、Metacriticでは17件のレビューで加重平均値は25/100となった。
第27回ゴールデンラズベリー賞では主演のロブ・シュナイダーが『最凶赤ちゃん計画』と併せて最低主演男優賞にノミネートされた。

### 興行収入
北米では公開初週末に約1960万ドルを売り上げて初登場2位となった。北米では累計5984万3754ドル、その他の市場では511万3537ドル、全世界で合計6495万7291ドルを売り上げた。